# چنداناییش
چنداناییش (به لاتین: Chandanaish) یک منطقهٔ مسکونی در بنگلادش است که در Chandanaish Upazila واقع شده‌است.
 چنداناییش  ۳۵,۲۴۸ نفر جمعیت دارد.